# Association pour la protection des animaux sauvages
Pour les articles homonymes, voir ASPAS.
L’Association pour la protection des animaux sauvages et du patrimoine naturel (ASPAS) est une association française de protection de l'environnement. Fondée en 1980, elle œuvre pour la protection de la faune sauvage et pour la préservation du patrimoine naturel. Pour ce faire, elle mène des campagnes d’information pour mobiliser l’opinion publique, interpeller les élus et les décideurs, et sensibiliser tous les publics à la nécessité de protéger les milieux naturels et les espèces. Depuis 2014, elle gère des réserves naturelles.
Refusant toute subvention publique, l'association est financée par les cotisations de plus de 10 000 membres et les dons et legs de particuliers et d'associations.

## Histoire
L'association est fondée en 1980 par Alain Clément et Mireille Gendrier sous le nom d'Union des victimes de la chasse et de ses nuisances. Elle prend son nom actuel (officiellement Association pour la protection des animaux sauvages et du patrimoine naturel) dès l'année suivante et est enregistrée en préfecture en 1983,.
En 1986, elle est agréée par les pouvoirs publics au titre de la loi de 1976, ce qui lui permet de se pourvoir en justice et de demander des dommages et intérêts.
Le 2 décembre 1989, elle obtient son agrément européen par le Bureau européen de l'environnement.
Par arrêté préfectoral du 11 décembre 2008, elle devient une association reconnue d’utilité publique, et identifiée au SIREN.
Agréée au titre de la protection de la nature depuis le 20 décembre 1999, son agrément national a été renouvelé le 10 janvier 2014.
De 2008 à 2014, Pierre Athanaze a assuré la présidence de l'association dont la gouvernance est désormais assurée par un conseil d'administration composé de sept membres qui compte en particulier des scientifiques comme Béatrice et Gilbert Cochet et le journaliste Marc Giraud.

## Composition
L'ASPAS est composé d'une équipe salarié (plus de 25 personnes), d'un conseil d'administration (6 membres) et 39 délégations territoriales

## Campagnes
L'ASPAS mène des campagnes de communication et de sensibilisation ainsi que des actions juridiques relatives à la faune sauvage et à la chasse,.

### Pour la protection de la faune sauvage et du patrimoine naturel
- Protéger les amphibiens[12].
- Le verre : un piège pour les oiseaux.
- Promouvoir le jardinage naturel.
- Promouvoir la connaissance et la protection du loup.
- Réhabiliter les espèces dites nuisibles, comme le renard, le blaireau et autres mustélidés.
- Lutter contre les nuisances qui affectent les milieux naturels.

### Contre les dérives de la chasse et de la pêche
- Abolir la chasse des oiseaux migrateurs.
- Communiquer sur les précautions à prendre en cas de chasse dans sa région.
- Lutter contre les déchets de pêche qui tuent.
- Interdire la chasse le dimanche.
- Interdire la chasse a moins de 3 km de toutes habitation

## Réserves de vie sauvage
L'ASPAS mène une politique d’acquisition foncière depuis 2010 afin de créer des espaces protégés où la seule activité humaine autorisée est la promenade sur des sentiers balisés. L'association a déposé en ce sens la marque « Réserve de Vie Sauvage » (RVS) à l'Institut national de la propriété industrielle, afin de désigner ces espaces naturels où sont interdits la chasse, la pêche, l'exploitation forestière et agricole, l'élevage, les feux, le dépôt de déchets, les chiens non tenus en laisse et la cueillette. Mi-2019, l'association est ainsi propriétaire de 700 hectares. L'association considère que le niveau de protection correspond à la catégorie Ib « zone de nature sauvage » du classement de l’Union internationale pour la conservation de la nature.
La réserve du Grand Barry, première de ces espaces naturels, s'étend sur 130 hectares de bois et de landes à Véronne, dans la Drôme. L'association a acheté le terrain en 2012 pour 150 000 euros, grâce aux contributions de ses adhérents et avec le soutien de la Fondation pour une Terre humaine et de la fondation du groupe Bourbon. Elle a été inaugurée le 22 avril 2014 par le cinéaste Jacques Perrin, parrain de ces réserves de vie sauvage,.
En 2013, l'association acquiert 60 hectares de zone humide à Châteauneuf-du-Rhône, toujours dans la Drôme, grâce à une donation de la Fédération Rhône-Alpes de protection de la nature. Le terrain devient la réserve de vie sauvage des Deux-Lacs qui est inaugurée le 8 janvier 2016. À cette occasion Jacques Perrin est rejoint par Jacques Cluzaud, avec qui il a réalisé de nombreux documentaires sur la nature,.
Le 10 juin 2017, l'association inaugure avec Jacques Perrin une troisième zone, celle du Trégor. Pourvue d'une forêt riveraine, elle s'étend sur 60 hectares sur la rive gauche du Léguer, à Ploubezre, dans les Côtes-d'Armor. L'acquisition du terrain, en friche depuis plusieurs années, est le fruit d'une donation par un particulier,.
Les réserves du Grand Barry et du Trégor ont intégré le réseau européen Rewilding Europe, une organisation internationale qui vise à la libération d’espaces en faveur des processus naturels, de la faune et de la flore.
L’ASPAS a travaillé pour faire aboutir deux autres projets de réserves, dans le Vercors et dans le parc naturel régional des Baronnies provençales, notamment à la montagne de Miélandre. Fin novembre 2019, elle achète le terrain de 490 hectares convoité pour créer la réserve de vie sauvage du Vercors et possède donc au total 1 200 hectares. La mise en place de la réserve dans le Vercors suscite l'opposition de nombreux acteurs locaux, notamment d'agriculteurs qui utilisaient les terres de la réserve pour leurs activités. Une manifestation contre la création de la réserve réunit près d'un millier de personnes à Crest le 21 août 2020. Le projet de Miélandre fait l'objet d'une préemption par la Société d'aménagement foncier et d'établissement rural et ne peut donc pas aboutir.

## Havre de vie Sauvage
Un Havre de Vie Sauvage (HVS) est la version développé par l'ASPAS de l'obligation réelle environnementale. C'est un outil juridique émanant de la loi pour la reconquête de la biodiversité, de la nature et des paysages de 2016. La notion d'obligation réelle environnementale est créée à l'article 72.
À la suite de cela est déposé en 2023 à l'Institut national de la propriété industrielle le label HVS. Ce contrat juridique entre un propriétaire et l'ASPAS s'inscrit dans la catégorie 1, b classement des aires protégées de l’Union internationale pour la conservation de la nature.
C'est à l'occasion des Journées européennes du patrimoine de 2023 que le 17 septembre est inauguré la première HVS à Melle pour 99 ans minimum.
La deuxième est inaugurée à Tourtoirac le 2 juillet 2024.

## Refuge ASPAS
Un refuge ASPAS permet d'indiquer aux usagers et usagères (promeneurs et promeneuses, chasseurs et chasseuses par exemple) que ce terrain privé est interdit à la chasse. Un refuge peut être placé sur n'importe quel terrain : bois, prairie, verger etc.

## Activité de lobbying en France
De 2017 à 2019, l'ASPAS déclare à la Haute Autorité pour la transparence de la vie publique exercer des activités de lobbying en France pour un montant annuel qui n'excède pas 10 000 euros.